# Johan Appelgren (1597–1660)
Johan Eriksson Appelgren, född 1597 i Värmland, död 27 februari 1660 i Stockholm, var en svensk ämbetsman.

## Biografi
Johan Appelgren föddes 1597 i Värmland. Han var son till bonden Erik Larsson på Norra Russbergs skattegård i Ölmehärads socken. Appelgren blev 1620 skrivare i räknekammaren och 1624 kamrer på Stockholms slott. Han blev 11 september 1632 kamrer i Finland. Han adlades 12 oktober 1640 till Appelgren och introducerades 1642 i Sveriges riddarhus som nummer 290. Appelgren blev 15 april 1641 kommissarie i Finland och 31 januari 1645 inspektor över lilla tullen och accisen i Stockholm. Han blev 5 mars 1645 revisor i Kammarkollegium och senare kammarkommissarie. Appelgren blev 29 april 1652 kammarråd och var även från 1655 preses i kammarrevisionen. Han avled 1660 i Stockholm och begravdes i Storkyrkan.
Appelgren ägde gårdarna Branthäll i Nikolai socken, Ölmeskog i Väse socken och Malöholm i Finland.

## Familj
Appelgren gifte sig 30 augusti 1628 i Sankt Nikolai församling, Stockholm med Elsa Tungel (död 1657). Hon var dotter till Nils Larsson till Branthäll och Brita Nilsdotter. De fick tillsammans barnen direktören Nils Appelgren (1630–1677) i Kammarrevisionen, studenten Lars Appelgren (1635–1666) vid Uppsala universitet, assessorn Johan Appelgren (död 1696) vid Åbo hovrätt, kommissarien Erik Appelgren (död 1702) vid Palmstruchska banken, Brita Appelgren (död 1706) som var gift med landshövdingen Jakob Törnsköld, Catharina Appelgren (död 1689) som var gift med majoren Magnus Oliveblad, hovjunkaren Arvid Appelgren (1647–1701) och studenten Carl Appelgren.